# شعب إغوروت

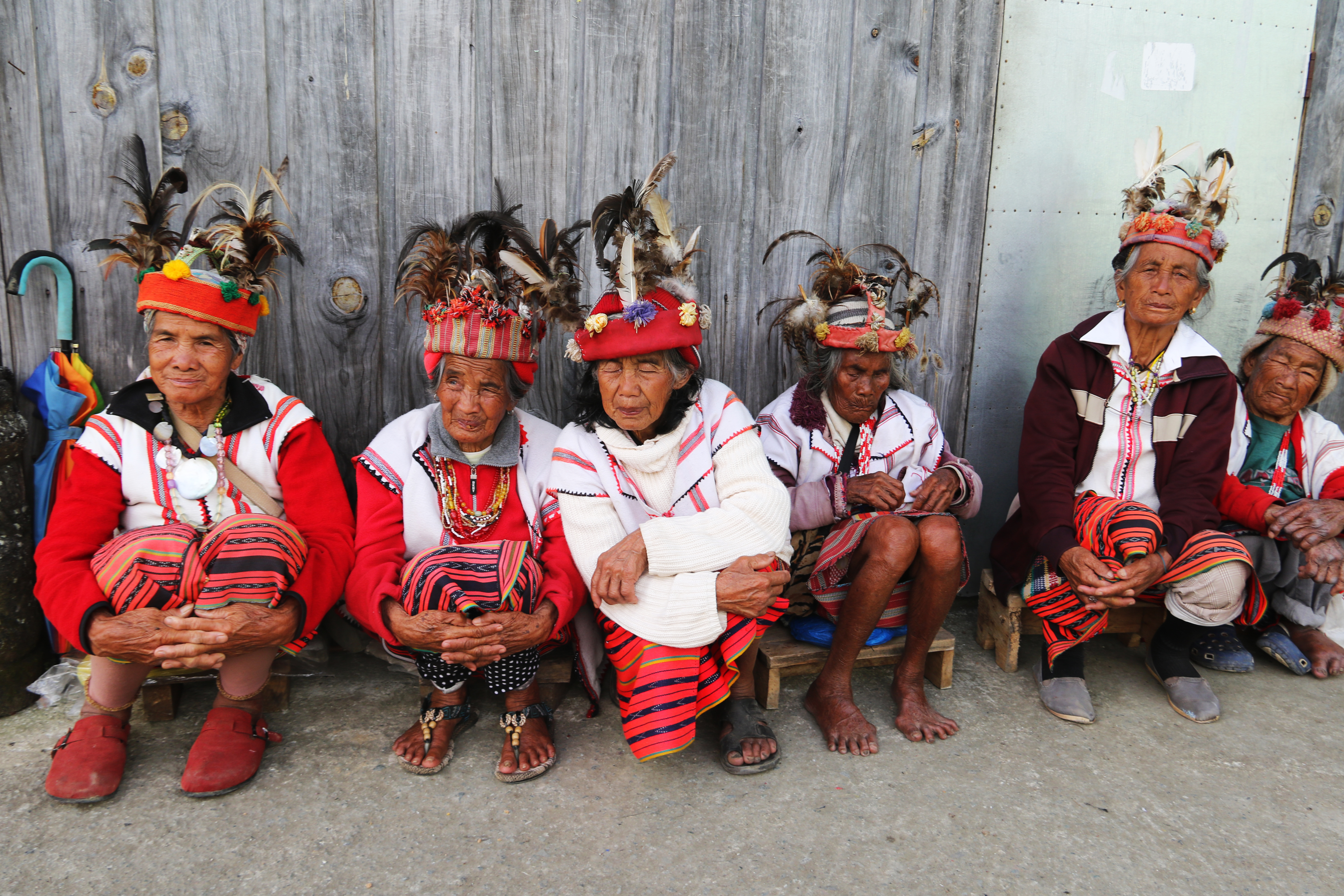
نساء إغوروت

إغوروت، هي جزء من المجموعات العرقية المختلفة في جبال لوزون الشمالية بالفلبين، وجميعهم يحتفظون أو حافظوا حتى وقت قريب على دينهم التقليدي وأسلوب حياتهم. يعيش البعض في الغابات الاستوائية للتلال، لكن معظمهم يعيشون في مناطق غابات وعشب صنوبر. بلغ عدد الإيغوروت حوالي 1.5 مليون في أوائل القرن الحادي والعشرين. تنتمي لغاتهم إلى مجموعة لوزون الشمالية من اللغات الفلبينية، والتي تنتمي إلى عائلة الأسترونيزية (البولينيزية الملايو).

## أصل الكلمة
من الكلمة الجذر «غولوت»، والتي تعني «جبل»، تعني كلمة إغولوت «شعب الجبال» أو بلغة تاغالوغ «متسلق الجبال»، وهي إحالة لأيّ من مختلف الجماعات العرقية في جبال لوزون الشمالية. تنتمي لغاتهم إلى مجموعة لوزون الشمالية الفرعية للغات الفلبينية، التي تنتمي إلى الأسرة الأسترونيزية (ملايو - بولينيزية).
تستخدم الكلمتان المحليتان «إيفوغاو» أو «إيبوجاو» (وتعني أيضًا «شعب الجبال») بشكل أكثر تكرارًا من قبل الإغوروتيين أنفسهم، وينظر إليهم من قبل البعض نظرة إزدراء، باستثناء الإبالوا.

## مجموعات كورديليرا العرقية
ينقسم شعب الإغوروت تقريبًا إلى مجموعتين فرعيتين عامتين: المجموعة الأكبر تعيش في المناطق الجنوبية والوسطى والغربية، وتبرع في زراعة أراضي الأرز؛ المجموعة الصغيرة تقطن في الشرق والشمال. قبل الاستعمار الإسباني للجزر، لم تعتبر الشعوب المدرجة الآن تحت هذا المصطلح نفسها تنتمي إلى مجموعة عرقية واحدة متماسكة.
يمكن تقسيم الشعب إلى خمس مجموعات لغوية عرقية: البونتوك، وإيبالوي، وإيسناغ (أو أيسنغ / أباياو)، وكالينغا، وكانكاناي.

### البونتوك

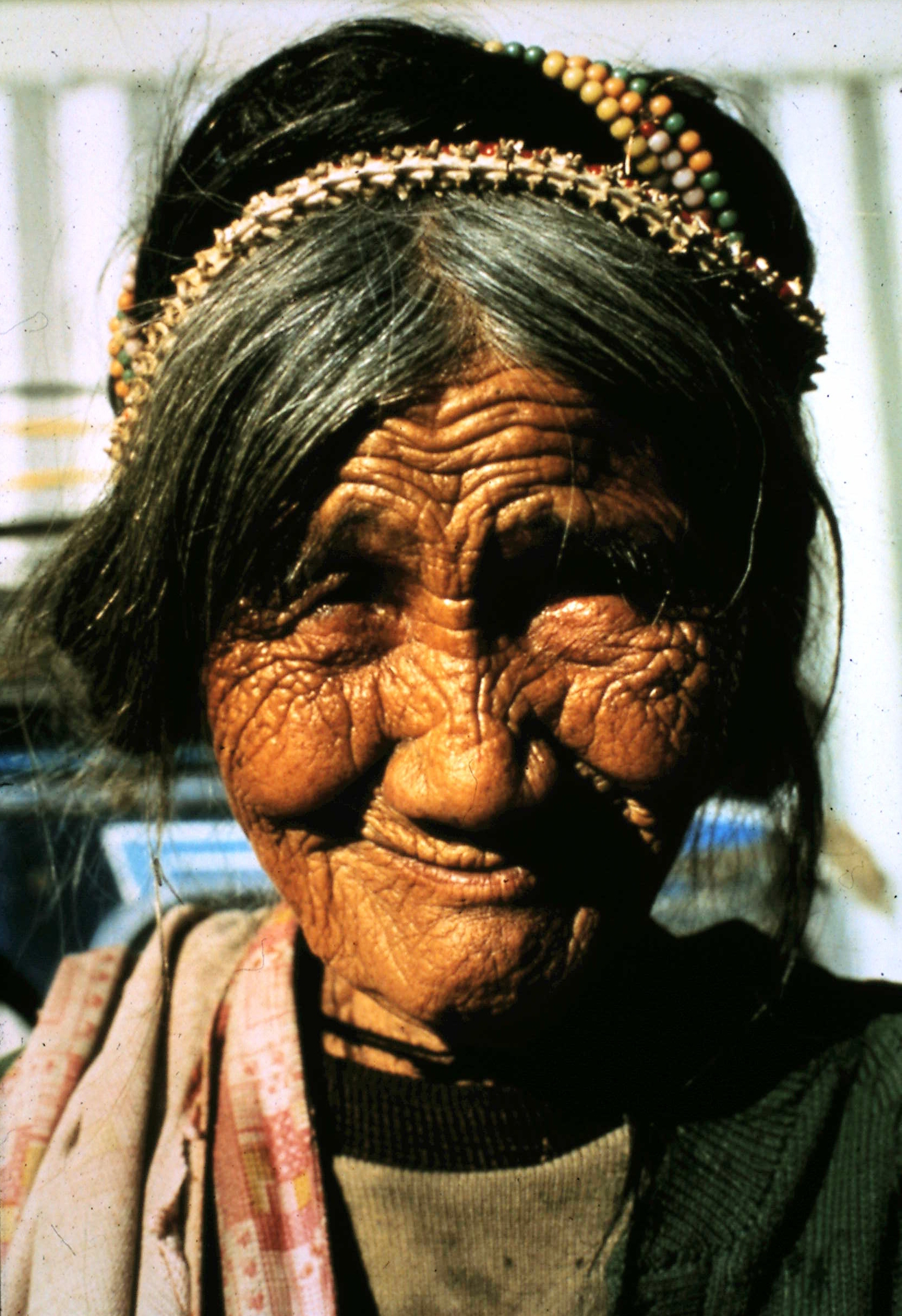
امرأة من البونتوك.

يعيش البونتوك على ضفاف نهر شيكو في مقاطعة سنترال ماونتين على جزيرة لوزون. يتكلمون لغتي البونتوك والإلوكانو. مارسوا الصيد في السابق ويمتلكون على أجسادهم وشومًا ذات طابع مميز. لدى البونتوك ثلاثة أنواع من الوشوم: «تشاك لاغ»، وهو وشم الصدر لزعيم الجماعة؛ بونغ أوه، أذرع النساء والرجال المغطاة بالوشوم؛ وفا تيك، وتعبر عن جميع الوشوم لدى كلا الجنسين. تشَم النساء على أذرعهن فقط.
في الماضي، لم ينخرط البونتوك في أي من وسائل التسلية المعتادة أو ألعاب الحظ التي كانت تُمارس في مناطق أخرى من البلاد، إلا أنهم اعتادوا الرقص الإيقاعي الدائري الذي يجسّد جوانب معينة من عملية الصيد، والذي كان دائمًا مصحوبًا بآلة موسيقية تدعى الغونغ. لم يكن هناك أي غناء أو كلام خلال حالة الرقص، لكن النساء كنّ يشاركن، عادة خارج محيط الدائرة. كان حدثًا مهمًا ولكن ممتعًا لجميع المعنيين، بمن فيهم الأطفال. البونتوكس اليوم شعب زراعي مسالم، وقد احتفظ باختياره بمعظم ثقافته التقليدية على الرغم من الاتصالات المتكررة مع مجموعات أخرى.
يتمركز نظام عقيدة بونتوك ما قبل المسيحية على التسلسل الهرمي للأرواح، وأعلاها هو الإله الأعلى الذي يدعى إنتوتونغتشو، الذي انحدر ابنه، لوماويغ من السماء ليتزوج فتاة من قبيلة بونتوك. علّم لوماويغ البونتوك فنهم ومهاراتهم، بما في ذلك ريّ أراضيهم. يؤمن البونتوك أيضًا بالأنيتو، أرواح الموتى، الذين هم في كل مكان ويجب أن يحظوا بمواساة مستمرة. يمكن لأي شخص أن يستحضر الأنيتو، ولكن العرّاف يتواسط من خلال الأرواح الشريرة عند مرض شخص ما.
تمحور الهيكل الاجتماعي للبونتوك حول ثكنات أو أحياء ضمن القرية تدعى «الأتو» تحتوي على ما بين 14 إلى 50 منزلًا.  تقليديًا، كان الشباب والشابات يعيشون في مهاجع ويأكلون الوجبات مع عائلاتهم. تغير هذا تدريجيًا مع ظهور المسيحية. لكن عمومًا، يمكن القول أن جميع شعب البونتوك مدركون جدًا لطريقة حياتهم ولا يتوقون إلى التغيير كثيرًا.

### الإيبالوي
الإيبالوي (أو إيبالوي، ونابالوي، وإنيبالوي، وإيفادوي) والكالانغويا (أو كالاهان وإيكالاهان) من الشعوب الأصلية للفلبين التي تعيش غالبًا في الجزء الجنوبي من بينغويت، الواقعة في كورديليرا شمالي لوزون، ونويفا فيزكايا في منطقة وادى كاغايان. كانوا تقليديًا مجتمعًا زراعيًا. العديد من سكان إيبالوا وكالانغويا يواصلون العمل في الزراعة وحصاد الأرز.
تنتمي لغتهم الأصلية إلى فرع المالايو – بولينيزية لأسرة اللغات الأسترونيزية، وهي ترتبط ارتباطًا وثيقًا باللغة البانغاسينانية، ويتم التحدث فيها أساسًا في مقاطعة بانغاسينان، الواقعة جنوب غرب بينغويت.